# Język laragiya
Język laragiya – izolowany język australijski, używany  – w 1983 – przez jedynie sześć osób, w okolicach miasta Darwin w australijskich Terytoriach Północnych.